# Puchar Armenii w piłce nożnej (2018/2019)
28. edycja piłkarskiego Pucharu Armenii. W sezonie 2018/19 trofeum zdobył Alaszkert.

## Uczestnicy
① Barcragujn chumb – 9 klubów;

② Araczin chumb – 3 kluby (nie biorą udziału drużyny rezerwowe).

## Rozgrywki
Pierwsza runda
Pierwsze mecze 19 i 20 września. Rewanże 3 i 4 października 2018.
| Drużyna 1                            | Wynik dwumeczu | Drużyna 2      | Pierwszy mecz | Drugi mecz |
| ------------------------------------ | -------------- | -------------- | ------------- | ---------- |
| Lokomotiw Erywań                     | 2–4            | Ararat Erywań  | 1–1           | 1–3        |
| Junior Sewan                         | 4–5            | Lori Wanadzor  | 2–3           | 2–2        |
| Jerewan FA                           | 1–9            | Ararat-Armenia | 1–4           | 0–5        |
| Arcach                               | 3–1            | Szirak Giumri  | 0–0           | 3–1        |
| Po lewej gospodarz pierwszego meczu. |                |                |               |            |

1/4 finału
Pierwsze mecze 24 i 25 października. Rewanże 7 i 8 listopada 2018.
| Drużyna 1                            | Wynik dwumeczu | Drużyna 2       | Pierwszy mecz | Drugi mecz |
| ------------------------------------ | -------------- | --------------- | ------------- | ---------- |
| Arcach                               | 1–3            | Alaszkert       | 1–2           | 0–1        |
| Ararat-Armenia                       | 2–1            | Gandzasar Kapan | 1–1           | 1–0        |
| Bananc Erywań                        | 4–1            | Ararat Erywań   | 3–1           | 1–0        |
| Piunik Erywań                        | 1–3            | Lori Wanadzor   | 0–2           | 1–1        |
| Po lewej gospodarz pierwszego meczu. |                |                 |               |            |

1/2 finału
Pierwsze mecze 3 kwietnia. Rewanże 22 kwietnia 2019.
| Drużyna 1                            | Wynik dwumeczu | Drużyna 2     | Pierwszy mecz | Drugi mecz |
| ------------------------------------ | -------------- | ------------- | ------------- | ---------- |
| Ararat-Armenia                       | 2–2 GW         | Alaszkert     | 2–2           | 0–0        |
| Bananc Erywań                        | –              | Lori Wanadzor | 0–0           | walkower   |
| Po lewej gospodarz pierwszego meczu. |                |               |               |            |

### Finał
| 8 maja 201819:30 | Alaszkert         | 1:0 | Lori Wanadzor | Stadion Bananc, Erywań Widzów: ~ 4000 |
| 8 maja 201819:30 | Friday 65' (sam.) | 1:0 |               | Stadion Bananc, Erywań Widzów: ~ 4000 |